# Weltraumvertrag
Der Weltraumvertrag – offizieller Langtitel: Vertrag über die Grundsätze zur Regelung der Tätigkeiten von Staaten bei der Erforschung und Nutzung des Weltraums einschließlich des Mondes und anderer Himmelskörper – wurde am 27. Januar 1967 auf Basis der Erklärung der Vereinten Nationen vom 13. Dezember 1963 zu den Rechtsgrundsätzen hinsichtlich der Tätigkeiten im Weltraum vereinbart.
Der Vertrag trat am 10. Oktober 1967 in Kraft, für die Schweiz am 18. Dezember 1969 und für die Bundesrepublik Deutschland am 10. Februar 1971. Bis Mai 2025 haben 117 Staaten den Weltraumvertrag ratifiziert, darunter fast alle Staaten, die gegenwärtig Aktivitäten im Weltraum betreiben.
Dem Vertrag waren jahrelange Verhandlungen im UN-Ausschuss für die friedliche Nutzung des Weltraums (Committee on the Peaceful Uses of Outer Space, COPUOS) vorausgegangen, der als ständiger Ausschuss den Rechtsstatus des Vertrages und die Nutzungsrechte regelt.

## Ziele des Vertrages
Ziel des Vertrages war die Verhinderung der Okkupation der Himmelskörper durch einzelne Staaten (damals der Sowjetunion und der USA; geregelt in Art. II). Ferner sollten keinerlei Kernwaffen in den Weltraum verbracht werden (Art. IV) und die Nutzung des Weltraumes nur friedlichen Zwecken unterworfen sein, zivile Raumfahrt und Weltraumforschung werden jedem Staat explizit gestattet.
Weiterhin dürfen im Weltall sowie auf dem Mond keine militärischen Basen installiert oder militärische Übungen abgehalten werden. Nach dem Vertrag haften Staaten auch für Schäden, die durch von ihnen in den Weltraum gebrachte Objekte entstehen.

## Geschichte

signiert und ratifiziert
nur signiert

Haftungsfälle gem. Art. VII in Verbindung mit dem Weltraumhaftungsübereinkommen gab es bis heute nur vereinzelt wie im Fall des atombetriebenen sowjetischen Satelliten Kosmos 954, der im Jahr 1978 unkontrolliert auf kanadischem Staatsgebiet abgestürzt war.
Im Zusammenhang mit der steigenden Bedeutung kommerzieller Raumfahrt und privater Akteure hat Artikel VI des Weltraumvertrags an Bedeutung gewonnen. Danach sind die Staaten auch für die privaten Raumfahrtaktivitäten verantwortlich, die von ihrem Territorium ausgehen. In den USA gibt es mit dem beim Verkehrsministerium angesiedelten Office of Commercial Space Transportation, der National Oceanic and Atmospheric Administration und der Federal Communications Commission gleich drei Agenturen, die mit der Regulierung des kommerziellen Raumfahrtsektors befasst sind.
Umstritten ist bisher, ob es möglich ist, Grundeigentum auf Himmelskörpern zu erwerben. Vom europäischen Rechtsstandpunkt aus betrachtet, spricht dagegen zweierlei: Einerseits leitet sich der Eigentumsbegriff von einer gesellschaftsvertragsähnlichen Konstruktion ab und ist nicht naturrechtlich zu begründen. Grundsätzlich fehlt es zudem an der Verbindung zur Erdoberfläche, um ein Grundstück zu begründen. Zum anderen spricht dagegen die fehlende Hoheitsgewalt, so dass prinzipiell jedes Grundstück von allen beansprucht werden könnte, ohne dass dagegen ein Rechtsschutz bestünde. Die Beanspruchung eines Grundstücks ist daher beliebig und ohne Rechtsbindung. Es gibt einige Privatpersonen und Unternehmen, die der Auffassung sind, dass der völkerrechtliche Weltraumvertrag nur Staaten und keineswegs Private bindet. Die überwiegende Auffassung im Völkerrecht geht dagegen grundsätzlich von einer a-fortiori-Bindung auch für Privatpersonen aus.
Problematisch war bereits zur damaligen Zeit die fehlende Abgrenzung zwischen Weltraum einerseits und Luftraum andererseits im Weltraumvertrag. Dies wirkte sich insbesondere auf die militärische Nutzung aus. Insbesondere das SDI-Programm und die „Star Wars“-Szenarien der Reagan-Regierung in den 1980er Jahren dehnten den Begriff des Luftraums in Regionen aus, die gemeinhin dem Weltraum zugeordnet worden wären. Mangels Regelung im Weltraumvertrag wären die Vorhaben, wenn sie umgesetzt worden wären, vermutlich völkerrechtsmäßig gewesen.
1992 wurden die fundamentalen Prinzipien in einer UN-Resolution (A/RES/47/51) The Prevention of an Arms Race in Outer Space (PAROS) erneut bekräftigt.
Unter anderem wegen der Ablehnung rüstungskontrollpolitischer Weltraum-Verträge durch die USA haben Bemühungen, ein Wettrüsten im All zu verhindern, bisher zu keinem konkreten Ergebnis geführt.
NATO-Generalsekretär Rutte sagt am 12. April 2025, der NATO seien Berichte bekannt, dass Russland (das Putin-Regime) die Möglichkeit prüft, Atomwaffen im Weltraum zu platzieren. Dies sei sehr besorgniserregend.

## Weitere Vertragswerke
Neben dem Weltraumvertrag bestehen fünf weitere bekannte völkerrechtliche Verträge im Gebiet des Weltraumrechts:
- der Teilteststoppvertrag (1963, siehe Vertrag über das Verbot von Kernwaffenversuchen in der Atmosphäre, im Weltraum und unter Wasser)
- das Weltraumrettungsübereinkommen (1968)
- das Weltraumhaftungsübereinkommen (1972, siehe Weltraumhaftung)
- das Weltraumregistrierungsübereinkommen (1975)
- der Mondvertrag (1979)